# Szalikowo (przystanek kolejowy)
Szalikowo (ros. Шаликово) – przystanek kolejowy w miejscowości Szalikowo, w rejonie możajskim, w obwodzie moskiewskim, w Rosji. Położony jest na linii Moskwa – Mińsk – Brześć.
Dawniej stacja kolejowa. Przebudowana do przystanku w XXI w.